# Кими Еолідські

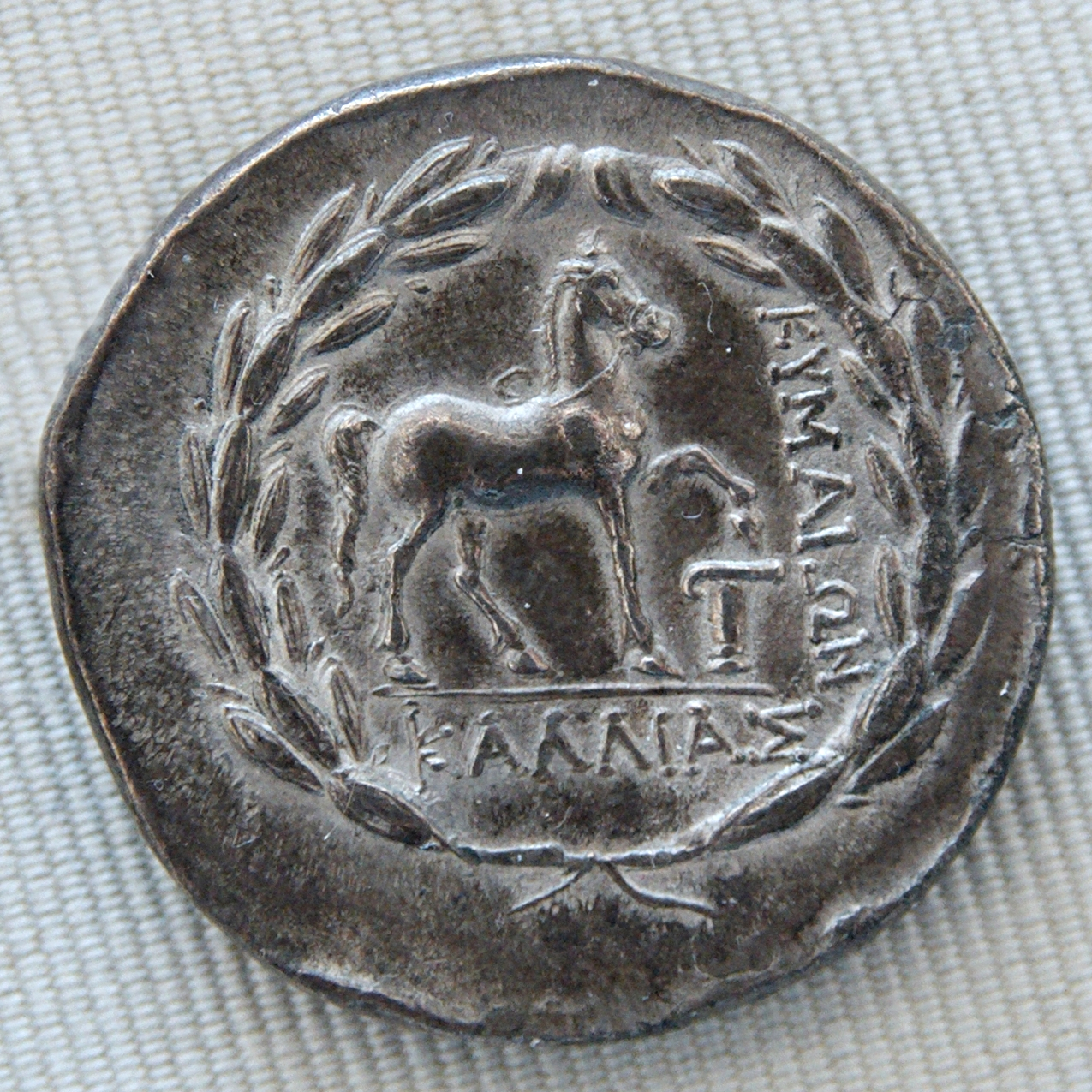
Тетрадрахма, карбована у Кимах (160-145 рр. до н. е.)

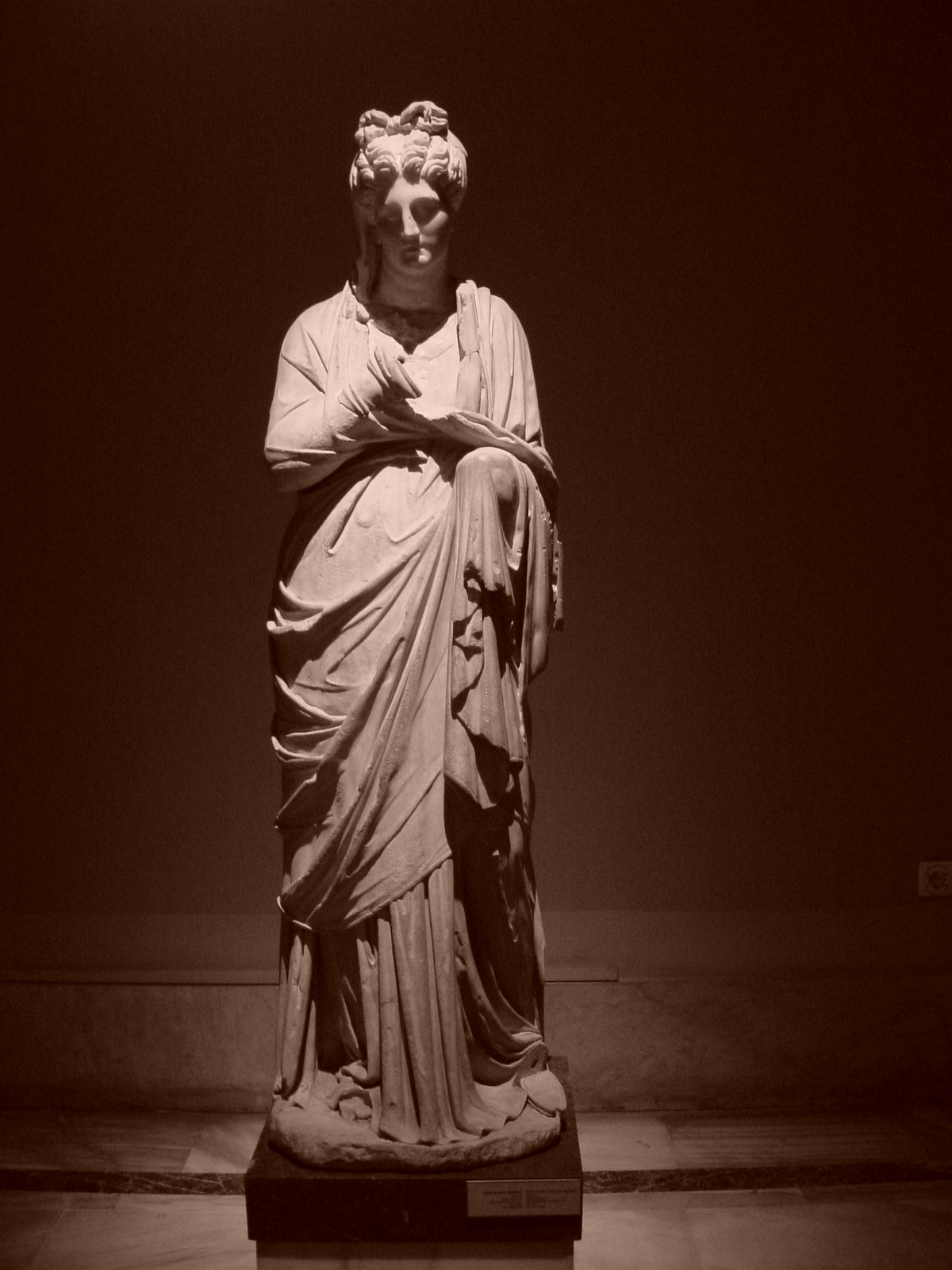
Статуя жінки з Ким (I ст. до н. е.)

Кими (дав.-гр. Κύμη, Κύμης, лат. Phriconis) — стародавнє місто на західному узбережжі Малої Азії, біля Кимейської затоки (сучасна затока Немрут у Туреччині).
Вважалося найбільшим з міст Еоліди, і лише згодом поступилося своїм економічним значенням сусідній Смірні.
Першим поселенням на місці Ким була невеличка фортеця, відома під пеласгійською назвою Лариса. Не пізніше X ст. до н. е. її захопили переселенці з материкової Греції, ватажки яких виводили свій рід від мікенських Атридів.
Вплив місцевих мешканців на прибульців греків був значним. Принаймні ім'я першого володаря Ким, згаданого у джерелах, — Менна ймовірно мало фригійське походження (Мен був місцевим богом місяця). Менна усунув від влади його брат Оатіс, що спирався на союз із фокейцями і змушений був поступитися ним частиною своїх земель. Кими підтримували приязні стосунки із сусідньою Фригією, цар Агамемнон навіть видав свою доньку Демодику за фригійського правителя Мідаса.
Входили до складу Еолідського союзу дванадцяти міст і були її лідером. Саме біля Ким знаходилося спільне святилище об'єднання і проводилися збори союзників (панеолії). Мешканці Ким брали активну участь в колонізації, зокрема — заснували Сест (біля Гелеспонту), Енос (у Фракії) і Сіди (у Памфілії).
Час і обставини скасування царської влади у Кимах невідомі, але вже у VI ст. до н. е. місто було відоме своїм демократичним правлінням. Кими стали одним з останніх прихистків лідійця Пактія, що повстав проти Кира Великого. Остерігаючись помсти володаря, мешканці Ким змусили його перебратися на сусідній Лесбос. В цей час, або пізніше в місті була встановлена тиранія Аристагора, який визнавав залежність від персів і навіть допомагав Дарію I у його поході проти скіфів. Але пізніше Аристагор підтримав Іонійське повстання і був позбавлений влади містянами, які вмовили персів не руйнувати місто. Правитель Ким Сандок, натомість, надав Ксерксу п'ятнадцять кораблів для його грецького походу, и саме в Кимах у 480 р. до н. е. були зібрані і перезимували залишки флоту Ксеркса, розгромленого біля Саламіну. Після захоплення афінянами Сеста увійшли до Делоського союзу.
Під вплівом Лісандра розірвали відносини с Афінами. З 387 р. до н. е. — знову під перською владою. Саме в цей час у Кимах народився і жив історик Ефор.
З початком походу Александра Великого опинилися під македонською владою, а після війн між діадохами — у складі держави Селевкідів. З 218 р. до н. е. — у складі Пергамського царства. Були захоплені Антіохом III, який звільнив місто від сплати податків, але за Апамейським миром Кими повернули пергамцям. З 133 р. до н. е. — у складі римської провінції Азія.
У 17 р. до н. е. були зруйновані землетрусом, згодом відновлені. До часів Галлієна карбували власну монету.
За візантійських часів Кими мали власного єпископа.